# South Bend (Washington)
Pour les articles homonymes, voir South Bend.
South Bend est le siège du comté de Pacific, situé dans l'État de Washington, aux États-Unis.

## Personnalités liées à la ville
- Lum You (1861 - 31 janvier 1902), est un travailleur chinois immigré aux États-Unis qui fut condamné à la pendaison pour meurtre. Il est célèbre pour être l'unique personne à avoir été exécutée officiellement dans le comté de Pacific.